# Conopeum tenuissimum
Conopeum tenuissimum är en mossdjursart som först beskrevs av Canu 1908.  Conopeum tenuissimum ingår i släktet Conopeum och familjen Membraniporidae. Inga underarter finns listade i Catalogue of Life.